# سینوس فکی
سینوس فکی (به انگلیسی: Maxillary Sinuses) در زیر چشم و در استخوان گونه واقع است. سینوزیت فکی باعث ایجاد درد و احساس فشار در گونه‌ها می‌شود (دندان‌درد و سردرد).
سینوس‌ها حفره‌هایی خالی هستند که درون استخوان‌های صورت قرار دارند. سطح داخلی سینوس‌ها با غشاهای مخاطی پوشیده شده‌اند و سینوس‌های پیرابینی‌ای هریک توسط مجرایی به بینی راه پیدا می‌کنند.

## نگارخانه

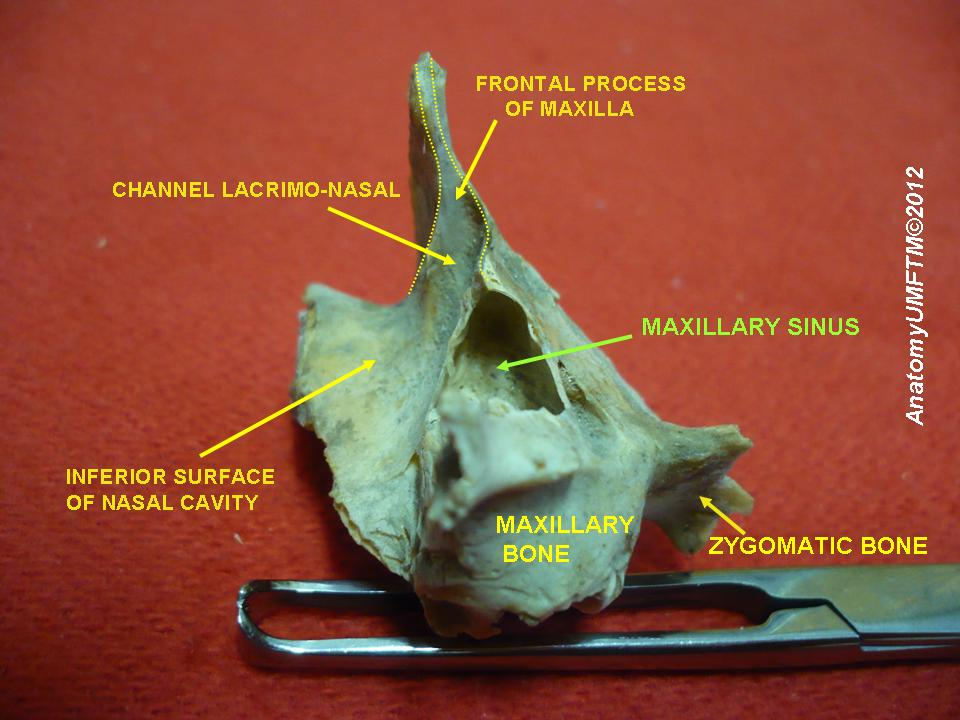
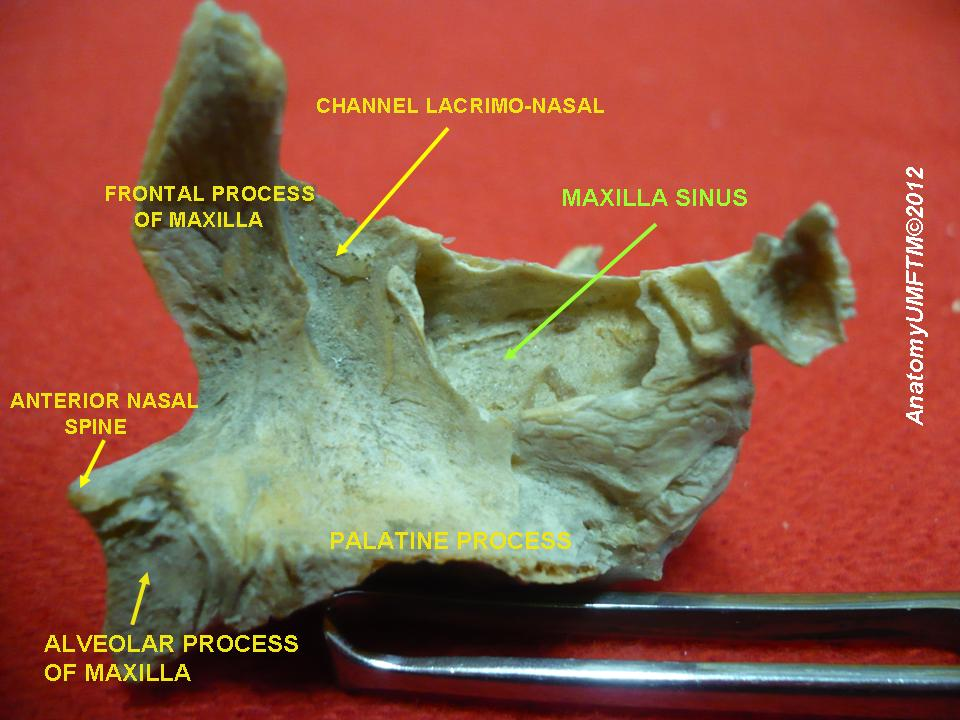